# Nauru i olympiska sommarspelen 1996
Nauru deltog i de olympiska sommarspelen 1996 med en trupp bestående av tre deltagare, men ingen av landets deltagare erövrade någon medalj.